# Berkshire
Berkshire (IPA: [ˈbɑrkʃər] kiejtéseⓘ vagy [ˈbɑrkʃɪər]) Anglia egyik nem-nagyvárosi és ceremoniális megyéje a Délkelet-Anglia régióban. Berkshire királyi megyeként (Royal county of Berkshire) is ismert, mert itt található a windsori kastély. Bár formálisan még a nem-nagyvárosi megyék közé tartozik, a megyei tanácsot 1998-ban feloszlatták és Berkshire hat kerülete egységes hatóságként (unitary authority) önállóan működik.
Berkshire északról Oxfordshire, északkeletről Buckinghamshire, keletről Nagy-London, délkeletről Surrey, délről Hampshire, nyugatról pedig Wiltshire megyékkel határos.
Lakossága 2014-ben 863 800 fő volt.

## Földrajza
Berkshire földrajzilag két jelentősen különböző részre osztható; az elválasztó vonal kb. Readingen át húzható meg. A keleti fél a Temze déli partját alkotja (bár ma már két helyen a megyehatár átlép a folyón) és alacsonyan fekvő síkság, amelyen áthaladnak a Temze mellékfolyói, a Loddon és a Blackwater. A vidék dél felé enyhén emelkedik Surrey és Hampshire felé. Jelentős erdők találhatók itt, köztük a windsori nagy park.
A megye nyugati felét a Temze mellékfolyójának, a Kennetnek a völgye és az azt övező meredek dombok határozzák meg. A déli rész itt is dombosabb, itt található Berkshire legmagasabb pontja is, a 297 méter magas Walbury Hill. A Kennettől északra is dombvidék található, a Berkshire Downs. A dombok között erdős völgyekben folynak a Temze vízgyűjtőjének kisebb folyói.

## Története
Berkshire-t először 860-ban említi írásos forrás. Asser, 10. századi szerzetes-történetíró szerint nevét a Bearroc (feltehetően a kelta dombos jelentésű szóból) elnevezésű nagy puszpángerdőről kapta. A megyében az angolszász Nagy Alfréd három nagy csatát is vívott a dánok ellen és az angol polgárháborúban itt zajlott az első (1643) és a második newbury-i csata (1644). Utóbbiban lerombolták Donnington várát. 1688-ban itt, Readingnél vívták a dicsőséges forradalom (mely során Orániai Vilmos és Mária királynő megdöntötte II. Jakab uralmát) egyetlen jelentős csatáját.
A korábbi Abingdon helyett 1867-ben Reading lett a megye közigazgatási székhelye. Az 1972-es önkormányzati törvény Buckinghamshire-től Berkshire-hez csatolta Slough-t és Etont, míg Berkshire északi részét (a mai Vale of White Horse kerület) Oxfordshire-hez került.
1998-ban a Banham-bizottság javaslatára a megyei tanácsot feloszlatták és a megye kerületei önállóvá váltak, mint egységes hatóságok (kb. megyei jogú város). Azonban más, hasonló sorsú megyéktől eltérően a nem-nagyvárosi megyét nem szüntették meg.

## Közigazgatás és politika
|          | Név                                            | Nagyobb városok      | Népesség (fő, 2007) | Terület (km²) | Népsűrűség (fő/km², 2007) |
| -------- | ---------------------------------------------- | -------------------- | ------------------- | ------------- | ------------------------- |
| 1.       | Nyugat-Berkshire (West Berkshire)              | Newbury, Thatcham    | 50 700              | 704,17        | 214                       |
| 2.       | Reading                                        | Reading              | 155 300             | 40,40         | 3557                      |
| 3.       | Wokingham                                      | Twyford, Wokingham   | 88 600              | 178,98        | 875                       |
| 4.       | Bracknell Forest                               | Bracknell, Sandhurst | 113 696             | 109,38        | 1038                      |
| 5.       | Windsor és Maidenhead (Windsor and Maidenhead) | Maidenhead, Windsor  | 104 000             | 198,43        | 711                       |
| 6.       | Slough                                         | Slough               | 140 200             | 32,54         | 369                       |
| Összesen | Összesen                                       |                      | 652 436             | 1264          | 643                       |

Berkshire kerületei

Berkshire 8 képviselőt küldhet a parlament alsóházába. A 2015-ös választások után ezek közül 7 a Konzervatív Párt jelöltje volt, 1 pedig (Slough-ban) a Munkáspárté.
A megye 10 ezer lakosnál népesebb települései: Reading (160 825 fő), Slough (144 575 fő), Bracknell (77 256 fő), Maidenhead (67 704 fő), Newbury (31 331 fő), Wokingham (30 403 fő), Windsor (26 885 fő), Thatcham (25 267 fő), Sandhurst (20 803 fő).

## Gazdaság
1995 és 2003 között a megye gazdasága 11 milliárd fontról 21 milliárdra nőtt. Ebből a mezőgazdaság 53 millióról 48 millióra csökkent, az ipar 2,7 milliárdról 3,6 milliárdra bővült, míg a szolgáltatások több mint duplájukra nőttek: 8,2 milliárdról 17,4 milliárdra.
Berkshire-ben hagyományosan erős az információtechnológia, a megyében képviseli magát a Microsoft, az Oracle, a Fujitsu, a Hewlett-Packard, a Bang & Olufsen, a Cisco, az NVidia, a Symantec, a Panasonic, a Siemens, a Sun Microsystems és még sok más cég. Bracknellben van a BMW angliai képviselője, Newburyben pedig a Vodafone központja.
A megyében található az angol lóversenyzés egyik legjelentősebb központja az ascoti lóversenypálya.

## Híres berkshire-iek
- Henry Addington politikus
- Jane Austen író
- Francis Baily csillagász
- Michael Bond író
- Kenneth Branagh színész
- Richard Burns raliversenyző
- Uri Geller parafenomén
- Ricky Gervais színész
- Nicholas Hoult színész
- Elton John énekes
- William Laud érsek
- Camilla Luddington színész
- Sam Mendes rendező

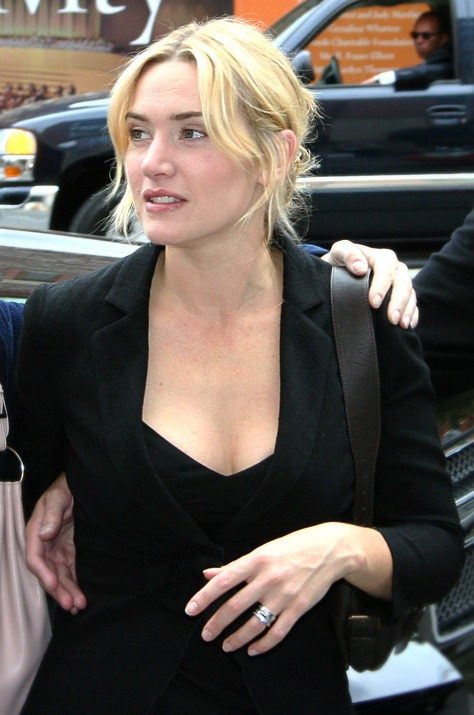
Kate Winslet

- William Penn, Pennsylvania megalapítója
- Alexander Pope költő
- Jethro Tull a vetőgép feltalálója
- Neil Webb labdarúgó
- Oscar Wilde író
- Kate Winslet színész
- Will Young énekes
- Max and Harvey énekes(ek)

## Látnivalók
- Basildon Park
- Donnington vára
- Englefield House, 16. századi udvarház Englefieldben
- Eton College
- Readingi apátság
- Readingi Múzeum
- Sandhursti Királyi Katonai Akadémia
- Shaw House, 16. századi udvarház Newburyben
- Welford Park, 17. századi udvarház Welfordban
- Windsori kastély

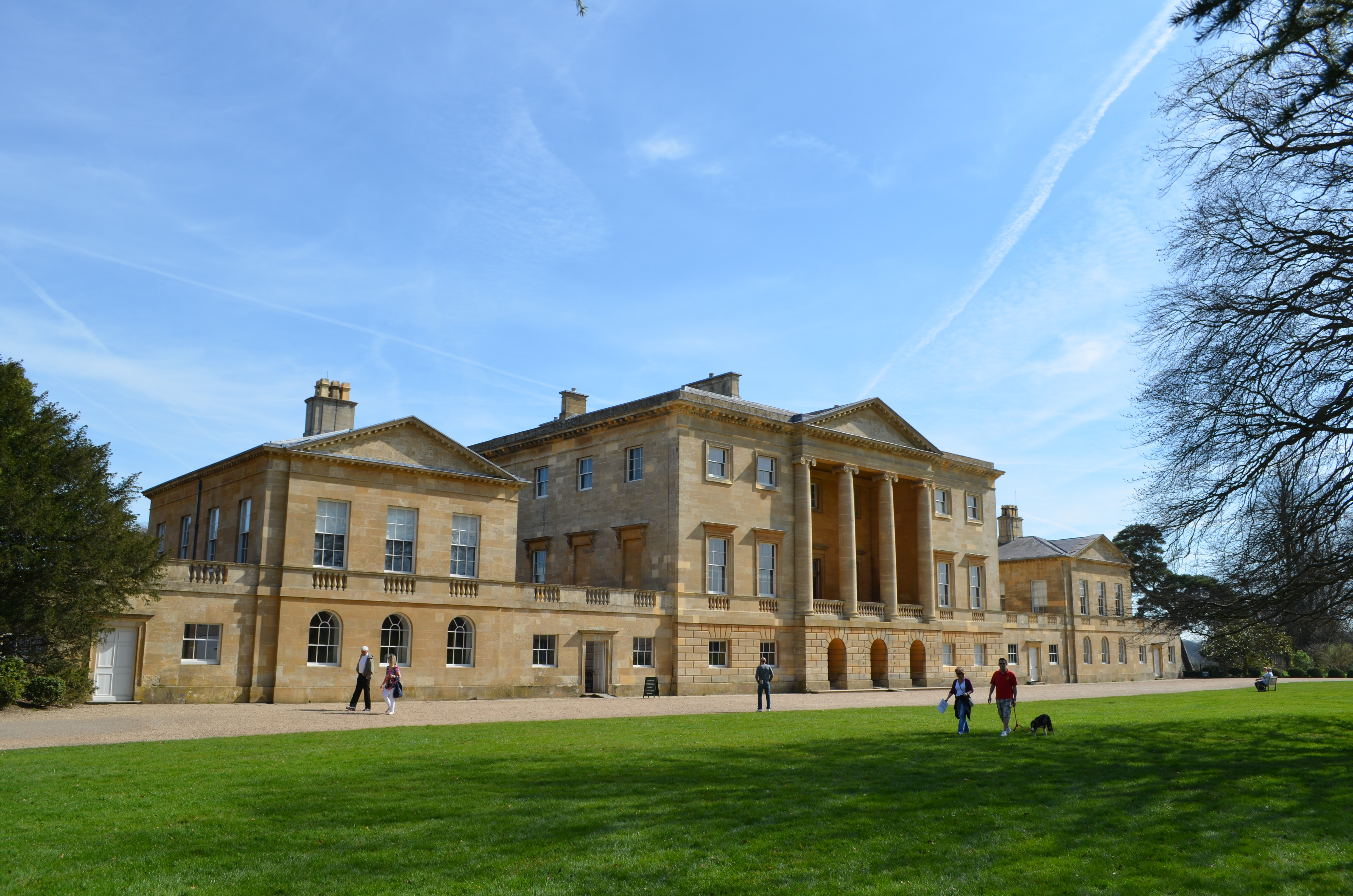
Basildon Park
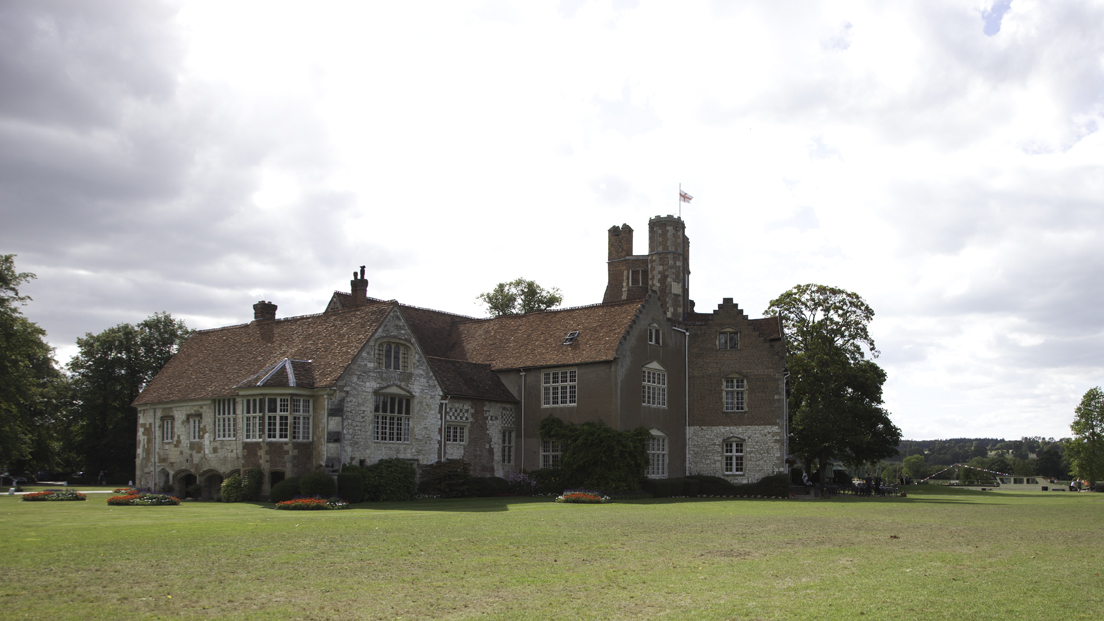
Bisham Abbey
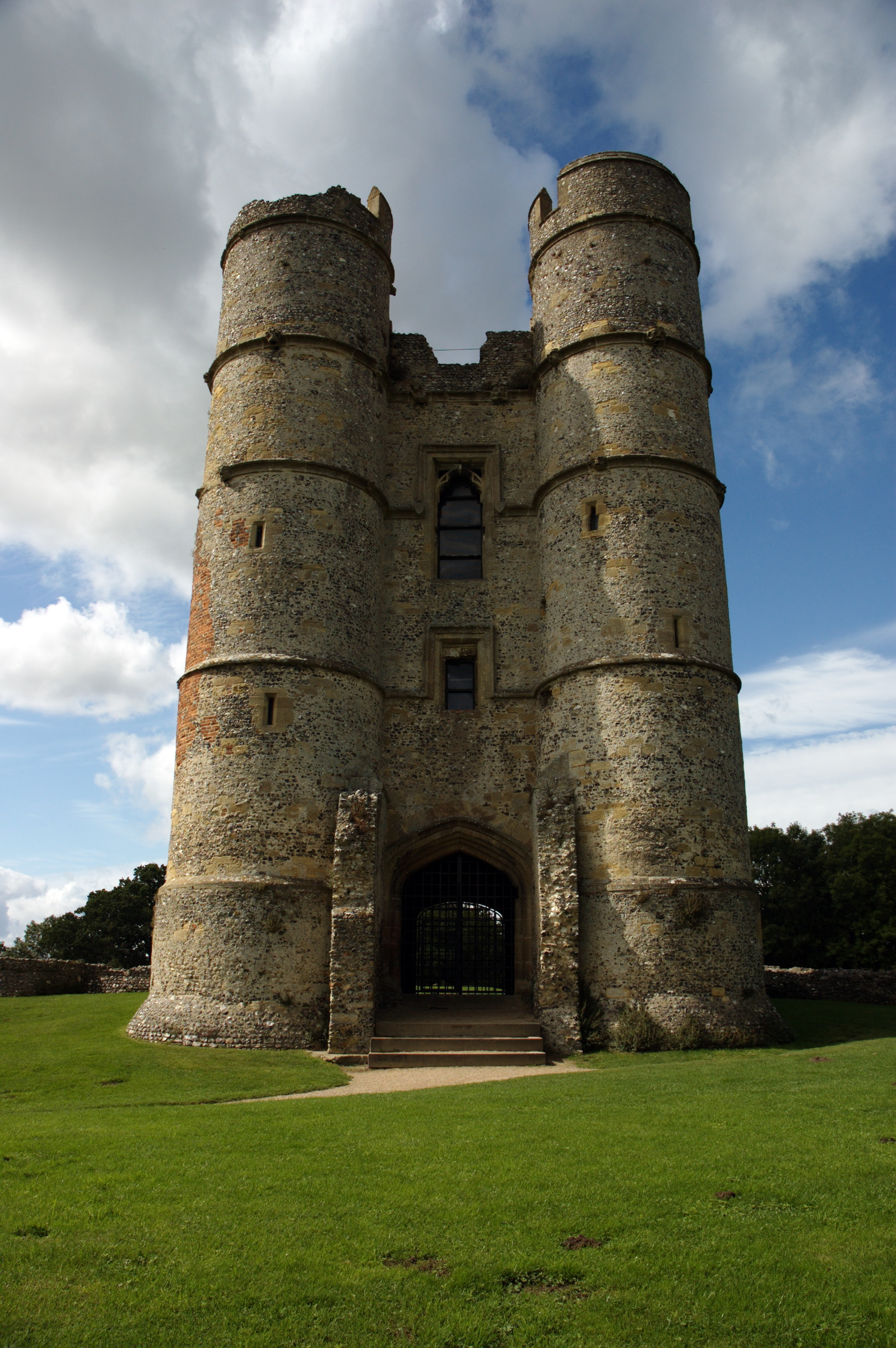
Donnington várrom
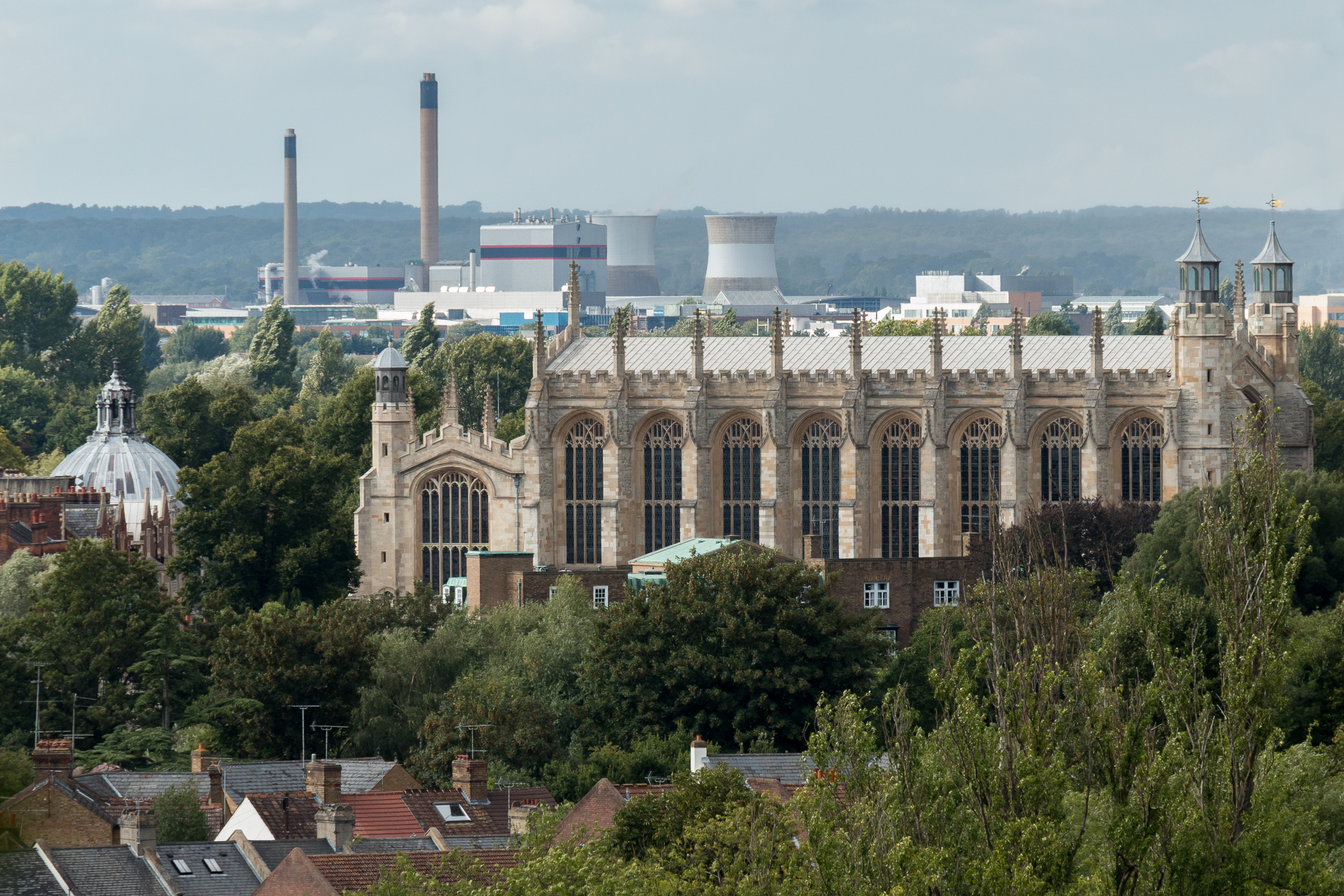
Eton College
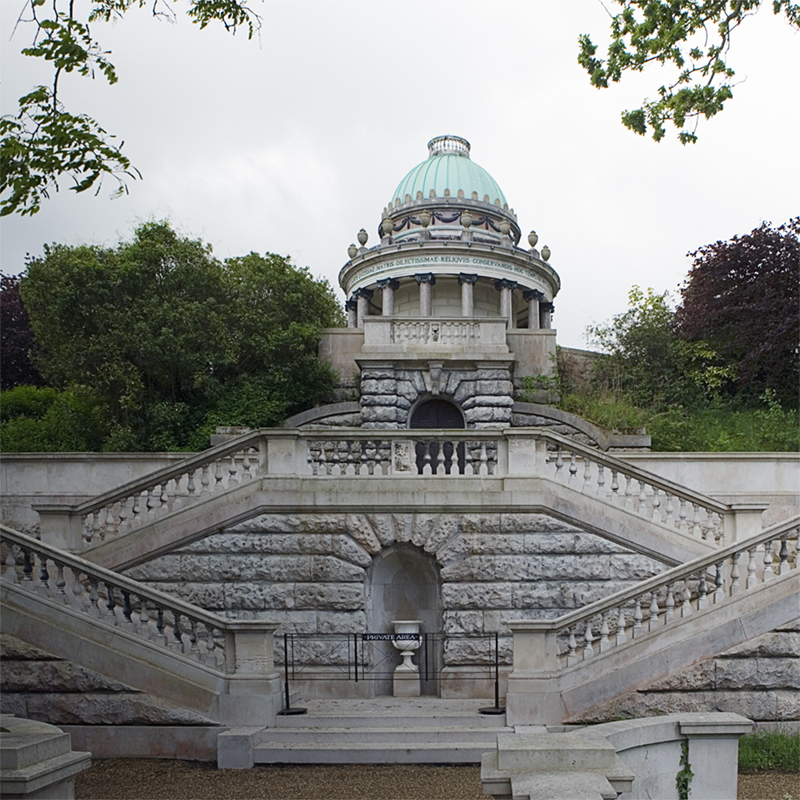
Frogmore, Home Park, Windsor
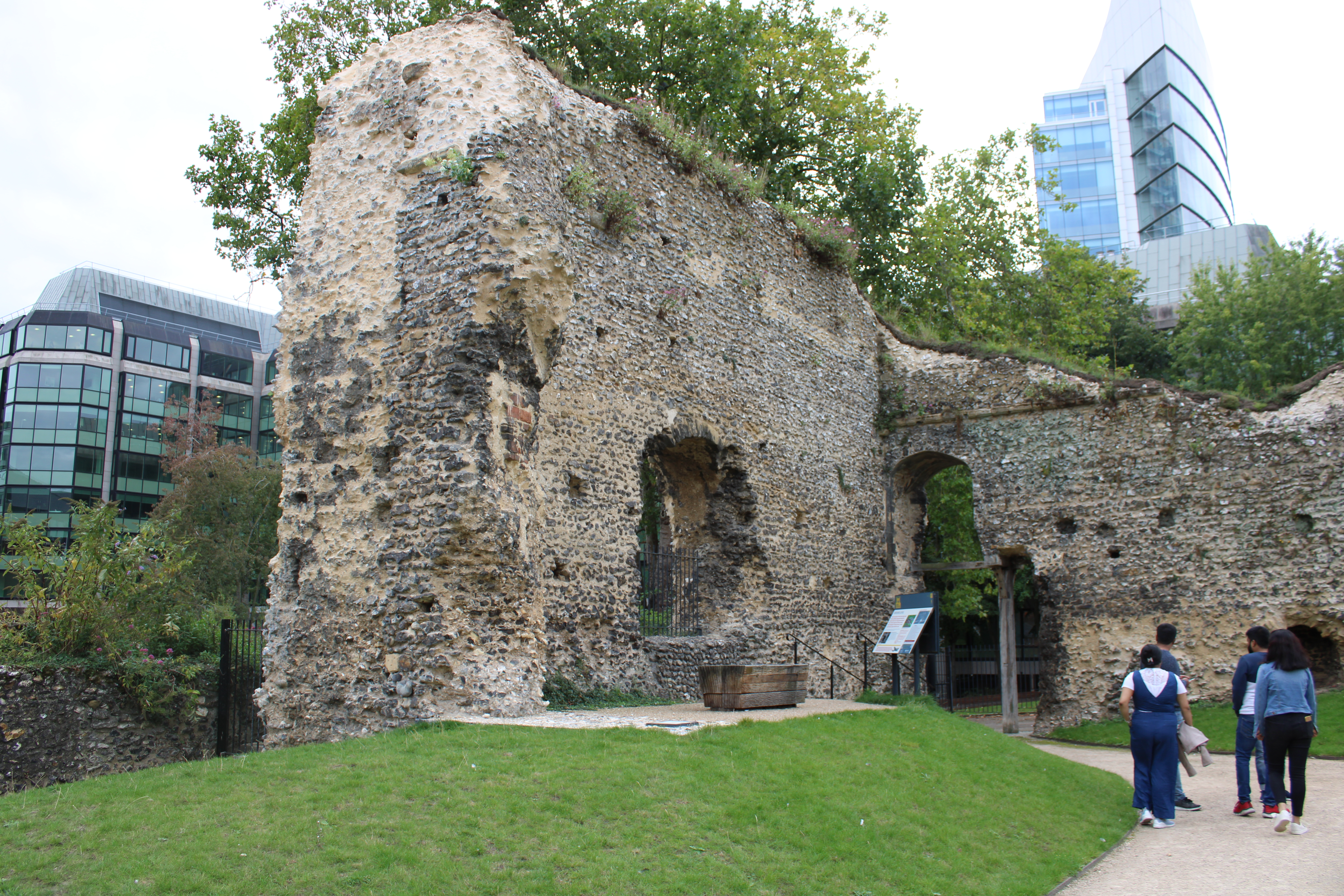
Readingi apátság
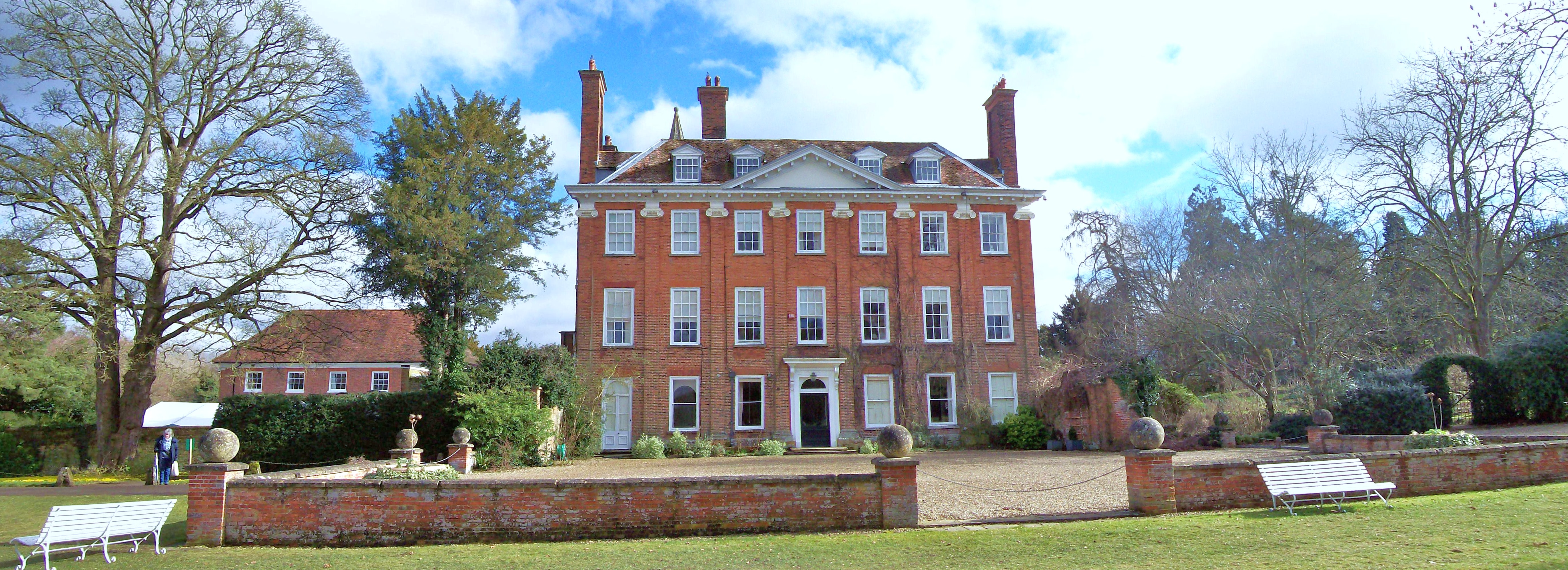
Welford Park
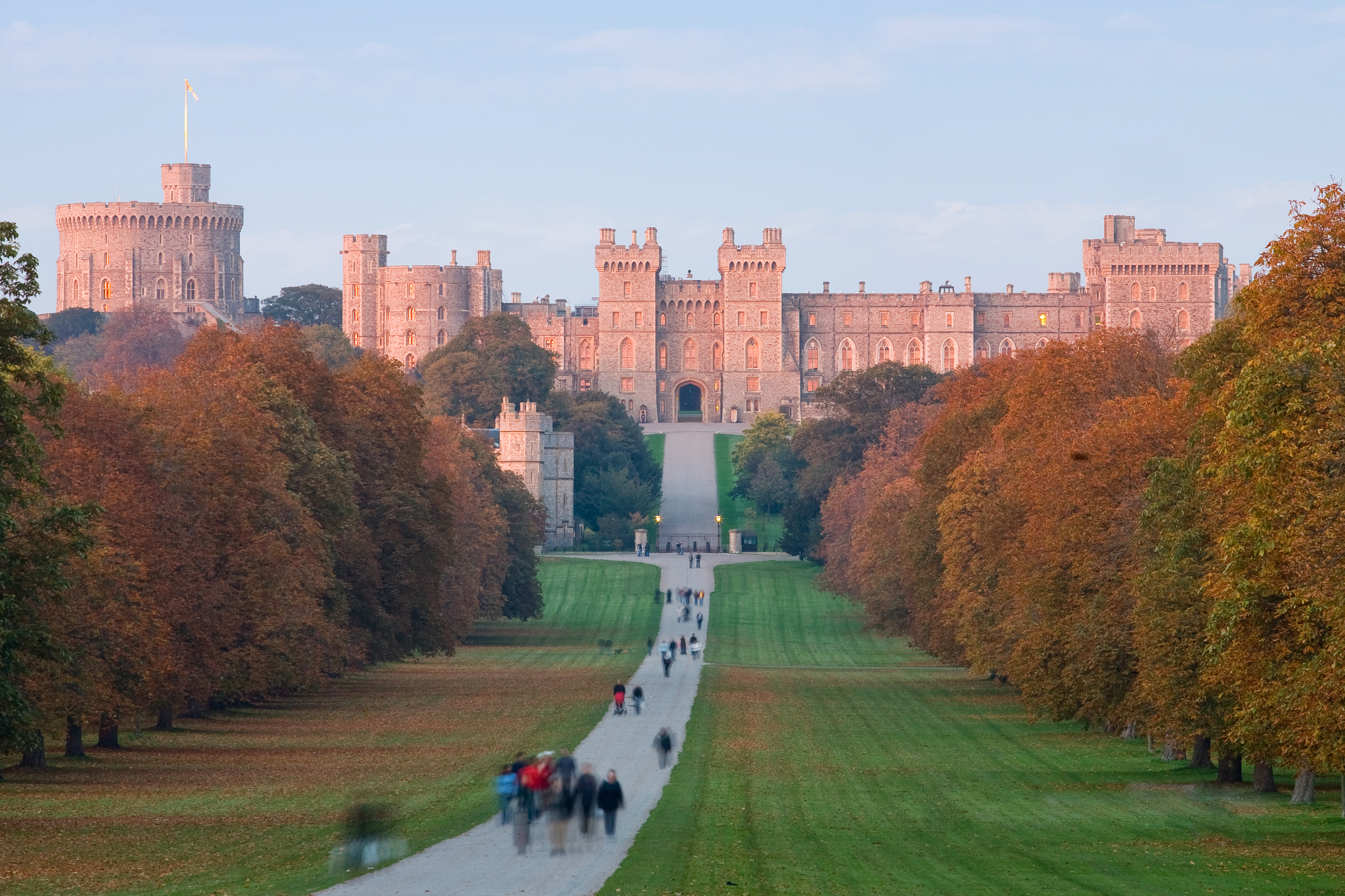
Windsori kastély

## Fordítás
Ez a szócikk részben vagy egészben  a   Berkshire című angol Wikipédia-szócikk ezen változatának fordításán alapul.  Az eredeti cikk szerkesztőit annak laptörténete sorolja fel. Ez a jelzés csupán a megfogalmazás eredetét és a szerzői jogokat jelzi, nem szolgál a cikkben szereplő információk forrásmegjelöléseként.